# Нові медіа

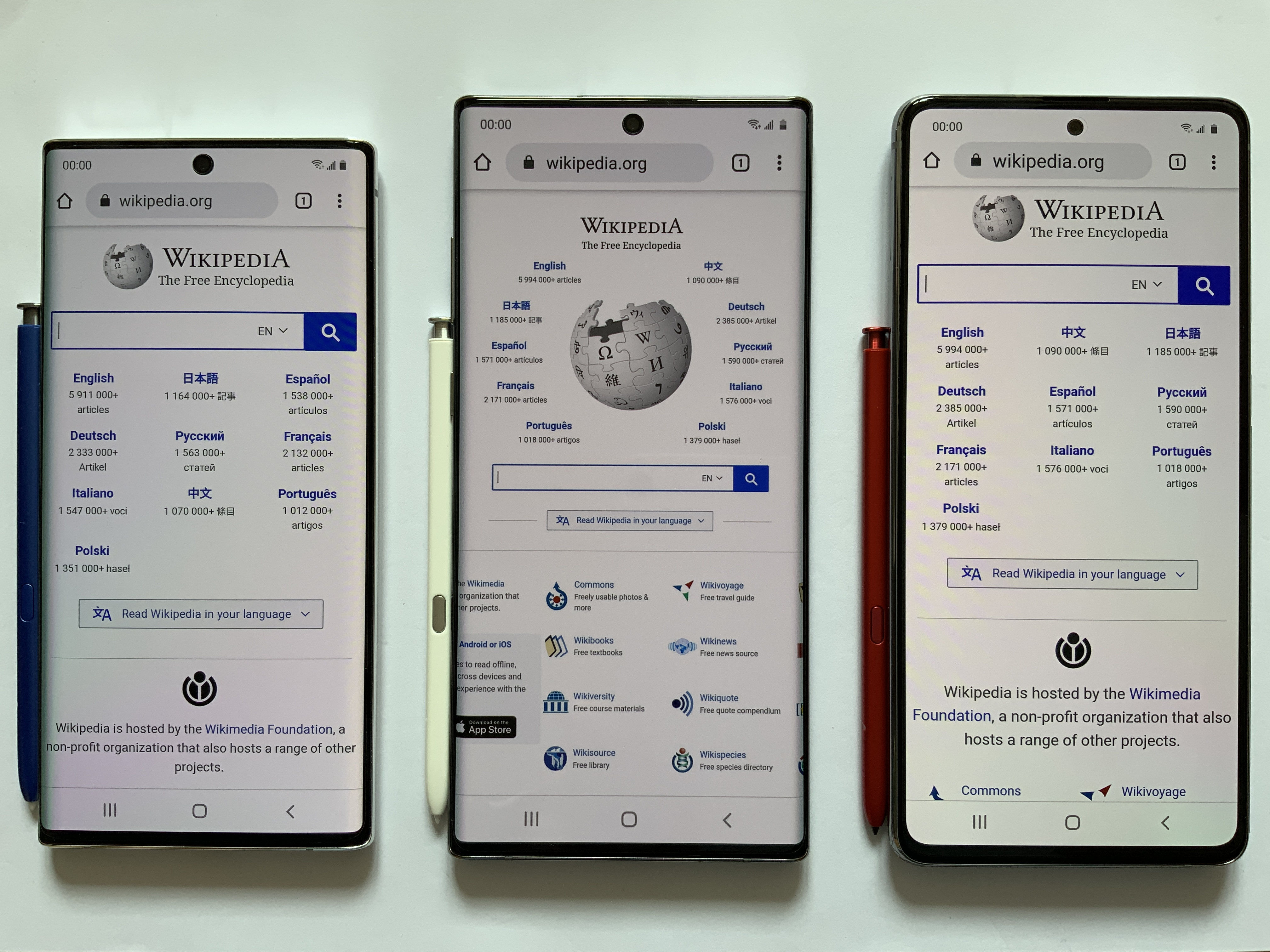
Такі пристрої як смартфони забезпечують доступ но «нових медіа». Наприклад, до Вікіпедії

Нов́і м́едіа (англ. New Media) — електронні медіа, що спираються на цифрові технології, інтерактивність, і мультимедіа. Від традиційних медіа, таких як телебачення, преса чи радіо, «нові медіа» також вирізняє користувацький контент. «Нові медіа» відкриті для взаємодії з читачами та надають їм можливість створювати та модифікувати зміст повідомлень. На відміну від традиційних мас-медіа, де комунікація здійснюється за схемою «від одного до багатьох», схема комунікації у «нових медіа» — від багатьох до багатьох. Доступ до «нових медіа» можливий з усіх електронних пристроїв з виходом у мережу Інтернет. Для визначення «нових медіа» також вживають термін «конвергентні». «Нові медіа» вивчаються в академічній дисципліні нові медіадослідження, а також, у ширшому контексті, медіазнавством.

## Характеристики

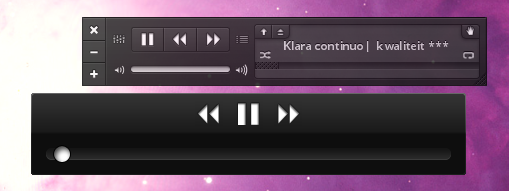
Графічний інтерфейс — відмітна риса «нових медіа»

«Нові медіа» розглядаються і як продовження традиційних мас-медіа, і часом як наступний етап розвитку медіа взагалі, що протиставляється мас-медіа. Поява «нових медіа» ведеться від 1980-х років, коли поширюються комп'ютерні та мережні технології. Принципова відмінність «нових медіа» полягає в децентралізованості, використанні цифрових технологій створення, зберігання, трансляції та відтворення інформації, а також значній участі споживачів інформації в її створенні та контролі. Інформація в «нових медіа» переважно мультимедійна, поєднуючи текст, нерухомі зображення, відео, звук. Споживання інформації з «нових медіа» відрізняється активнішою участю людини. Якщо такі медіа, як телебачення, передбачають пасивне сприймання, то «нові медіа» спираються на інтерактивність, зокрема взаємодію людини з машинами з допомогою графічного інтерфейсу. Тексти реалізуються як гіпертексти з нелінійною структурою. Повідомлення (текстові, графічні тощо) в «нових медіа» функціонують за алгоритмами з використанням комбінаторики, послуговуючись скінченною кількістю заздалегідь відомих елементів для створення різноманітної інформації.
«Нові медіа» діють за принципом мережі, де існує багато рівнозначних центрів з численними зв'язками, що зумовлює їхню стійкість до впливу ззовні. Усунення чи блокування навіть значної кількості центрів і зв'язків не припиняє її діяльності, а нові центри та зв'язки можуть виникати поза зоною впливу шкідливого фактора. Інтернет-технології Web 2.0 є головним прикладом «нових медіа». Поява й поширення «нових медіа» корелює зі становленням постмодернізму: вони виникають, коли постмодернізм утверджується як панівний світоглядно-мистецький напрям; а також зі зростанням глобалізації та переходом до постіндустріальної ери, децентралізацією світу, за якої Захід втрачає панівне значення.
У рамках постмодернізму «нові медіа» зумовлюють нові форми представлення тексту (фільми з комп'ютерною графікою, комп'ютерні симуляції, відеоігри), нові форми репрезентації світу (інтерактивні мультимедіа на екрані, доповнена та віртуальна реальність), впровадження цифрових медіа до повсякденного життя (наприклад, спілкування в месенджерах), інші ідентичності для людини та спільнот (наприклад, аватари, спільноти в соцмережах), стирання меж між людиною та машиною, природою та технологією, нові форми організації суспільства та виробництва. Втім, «нові медіа» лише розвивають ідеї, закладені в минулі епохи. Так, тривимірна графіка розвиває ідеї перспективи з мистецтва Відродження. А соцмережі розвивають спілкування в напрямку швидкості та подолання відстаней.
Попри активне поширення «нових медіа», відсутність зовнішнього контролю над ними зумовлює значно меншу довіру «новим медіа», ніж традиційним мас-медіа, таким як газети й журнали.

#### Приклади «нових медіа»

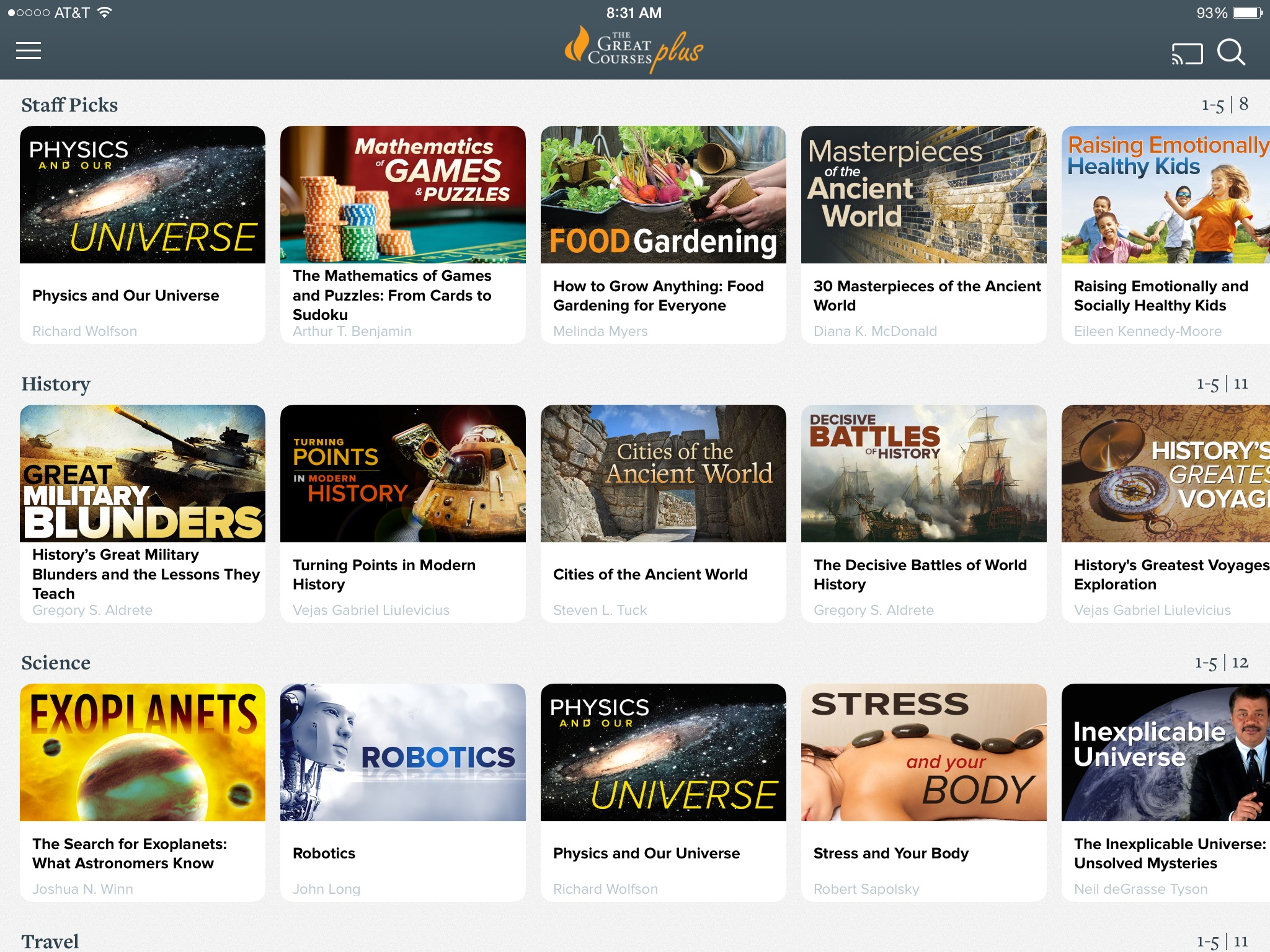
Сервіс відео на замовлення «The Great Courses Plus»

- інтернет-плеєри теле- і радіоканалів;
- Video-on-Demand (VOD — відео на замовлення) та Audio-on-Demand (аудіо на замовлення) — система індивідуальної доставки абоненту за його запитом фільмів, телепередач, іншого контенту за допомогою Інтернет, кабельних, IPTV та/або інших мереж з сервера (наприклад, сервіси YouTube, iTunes, Hulu; в Україні; — інтернет-кінозал компанії Star Media);
- Catch-Up TV (різновид Video-on-Demand) — Інтернет-сервіси, що дозволяють переглядати телевізійний контент протягом певного обмеженого проміжку часу, що слідує за здійсненням телевізійної трансляції фільму, передачі тощо. Наприклад, Virgin Media, LiveInternetTV, офіційні сайти ряду українських телеканалів (СТБ, «Новий канал», ICTV тощо);
- соціальні мережі: Facebook, MySpace, ВКонтакте, Одноклассники, FriendFeed, LinkedIn, Instagram, Foursquare тощо;
- блоги (наприклад, Livejournal), включаючи подкасти та відеоблоги;
- мережі мікроблогів: Twitter, Tumblr тощо;
- онлайн медіаплеєри: Boxee;
- інтернет-радіосервіси: Pandora;
- фотосервіси: Picasa, Flickr[4].

## Вплив

#### Показники розвитку нових медіа в світі
У світі станом на 2020 рік нараховується 4,8 млрд користувачів інтернету, що фактично дорівнює кількості користувачів «нових медіа». Найбільше покриття в Північній Америці (94,6 % території) та Європі (87,2 %). Загалом же по світу — 51 %. На соціальні медіа припадає 3,6 млрд осіб. Найпопулярніша соціальна мережа — Facebook з 2,4 млрд активних користувачів.
Попри можливість отримання новин про будь-які поточні події та спілкування, «нові медіа» спричиняють сприйняття світу як депресивного місця. Близько третини користувачів сучасних медіа по світу активно уникають новин. Значна проблема «нових медіа» — це «саморобні» новини, що необ'єктивно висвітлюють події у викладі людей, що не є професійними журналістами чи й узагалі фахівцями в обраній темі. «Нові медіа» надають широкі можливості до поширення незаконних чи образливих матеріалів, є середовищем не лише для конструктивного чи приємного спілкування, а й для віртуального насильства.

#### Економіка нових ЗМІ
«Нові медіа» зумовлюють появу нових професій та змінюють значення існуючих. Популярними з огляду на них стають спеціалісти з соціальних медіа, що створюють цифровий вміст у соціальних мережах і підтримують спілкування з його споживачами; спеціалісти зі зв'язків із громадськістю; графічні дизайнери; редактори; фотографи; менеджери з маркетингу. В умовах панування таких медіа особливо цінується здатність швидко пристосовуватися до нових реалій.
Завдяки «новим медіа» зростає кількість реклами. Її перегляд складав у 2018 році місцями до 33 % від загального часу споживання медіа. Того ж року реклама, розміщена в цифрових медіа, принесла $109 млрд. Найбільше реклами подається в формі відео, на другому місці — банери на екранах. Медіакомпанії переносять свої активності в онлайн: друковані ЗМІ створюють власні Інтернет-версії, телекомпанії розвивають офіційні сайти та впроваджують сервіси Video-on-Demand; деякі друковані видання заявили про закриття паперових версій (наприклад, Newsweek) і концентрації зусиль на розвитку Інтернет-проєктів; телекомпанії випускають спеціальні програми для перегляду власних новинних та інформаційних передач на IPhone, смартфонах (наприклад, телеканал «24» в Україні);
Існує два базових види монетизації «нових медіа». Перший: створення сайту з привабливим контентом, щоб читачі платили за його перегляд. Видання, що функціонують за таким принципом, пропонують спеціалізовану інформацію, що має цінність для великої кількості споживачів. Наприклад, The Wall Street Journal пропонує оплатити підписку, щоб мати доступ до його онлайн-версії. За аналогічною схемою працюють CNN, ABC News, Fox Sports. В Україні можна сплатити за підписку на Ipad-версію журналів Esquire, Forbes Україна тощо. Вебпортали типу Yahoo! Ввели плати за сервіси онлайн-ігор, збільшення пам'яті пошти тощо. Нагальна суспільна тенденція в тому, що люди стануть платити за ту інформацію в Інтернеті, що раніше була безкоштовною. Друга модель монетизації — продаж реклами на вебресурсі, розміщення спливної реклами, банерів тощо.

## «Нові медіа» та закон

#### Правове регулювання «нових медіа» в Україні
Ще у 2000 році Постановою Вищого арбітражного суду України від 5 квітня 2000 року No 04-1/5-7/82 «Про питання захисту авторських прав в Інтернеті» було визнано, що розміщення творів у мережі Інтернет у вигляді, доступному для публічного споживання, є їхнім відтворенням. З викладенням Закону України «Про авторське і суміжні права» у новій редакції відповідно до Закону України від 11 липня 2001 року No 2627-III, з'явилось право автора на «подання своїх творів до загального відома публіки таким чином, що її представники можуть здійснити доступ до творів з будь-якого місця та у будь-який час за їх власним вибором». На відміну від суміжних майнових прав, перелік майнових прав автора не є вичерпним, тому з розвитком сучасних технологій можна констатувати, що будь-який новий вид використання творів кожного разу охоплюються повноваженнями автора. Закон України «Про авторське право і суміжні права» закріплює за організаціями мовлення тільки три майнових повноваження:
- публічне сповіщення своїх програм шляхом трансляції та ретрансляції;
- фіксацію своїх програм на матеріальному носії та їх відтворення;
- публічне виконання і публічну демонстрацію своїх програм у місцях з платним входом.

Термін «публічне сповіщення», що надається статтею 1 Закону, охоплює публічне сповіщення в ефір, у тому числі з використанням супутників, і публічне сповіщення по кабелю. Проте це поняття не поширюється на розповсюдження програм організацій мовлення у мережі Інтернет (наприклад, у випадку IPTV або webcasting).

#### Справа Гонгадзе та розвиток «нових медіа» в Україні
Першим онлайн-виданням в Україні стала «Українська правда», заснована журналістом Георгієм Гонгадзе у квітні 2000 року як реакція на придушення свободи слова та цензури. Президент Леонід Кучма та його найближчі соратники стали об'єктом критичних історій з розкриттям корупційних схем та політичних переслідувань. Онлайн-газета стала ширше знаною після вересня 2000, після зникнення її засновника. Його вбивство та серйозний політичний скандал, що послідував, привернув увагу до Інтернет-медіа. Це також стимулювало еволюцію онлайн журналістики в Україні.
Незважаючи на те, що «Українська правда» була єдиними онлайн-виданням у квітні 2000, декількома місяцями пізніше онлайн-медіа стали серйозними конкурентами традиційних. Їх кількість збільшилася до більш ніж 40 оригінальних онлайн-видань до середини 2001 року. Ці онлайн-видання були значно більш конфронтаційними до встановлених розподілів політичного впливу в країні. Вони публікували переважно опозиційні незалежні новини. Оригінальні онлайн-видання — це новинні медіа, що не мають офлайн версії. На противагу західним добре розвиненим онлайн публікаціям, більшість онлайн-газет в Україні існує за рахунок персональних коштів журналістів, активістів або фінансуються за рахунок грантів. В українському Інтернеті нараховується приблизно 1000 новинних вебсайтів. Ця цифра включає інформаційні портали, які є онлайн-версіями офлайн-медіа.

## Дослідження «нових медіа»
Досліджуючи «Нові медіа» належить розробляти нові рамки аналізу та інструменти дослідження (як-от контент-аналіз, мем-трекінг, аналіз тональності тексту, патерни посилань, візуалізація даних), потрібно точніше визначати як співвідносяться традиційні та «нові» мас-медіа. Класифікація таких мас-медіа не завжди однозначна, блоги, наприклад, відрізняються від текстових дописів, і обидва види відрізняються від соціальних мереж. Особливо важливі дослідження «нових медіа» на політику. Вагомою проблемою є невідповідність між загальнодоступними даними та даними приватних компаній, тож дослідження потребують залучення незалежних неурядових організацій. Також дослідження «нових медіа» тісно пов'язані з етичними питаннями, зокрема питаннями збору особистої інформації.

## Підходи до дослідження «нових медіа»
- Кібер-оптимізм: Погляд на Інтернет як на вільне середовище з відсутністю контролю, передумову розвитку демократії, відновлення соціальних зв'язків, масову освіту, можливість прямого звернення до влади.
- Кібер-песимізм: Погляд на Інтернет як на поширювача екстремізму, вдосконалений засіб стеження, деградацію публічного дискурсу, віртуалізацію соціальної взаємодії, сублімацію[18].